# عبد المنعم الغلامي
عَبْد المنعم الغلامي ( 1317 - 1387 هـ / 1899 - 1967 م ):  مؤرخ عراقي من أهل الموصل.

## ترجمته
ولد عبد المنعم بن محمد سعيد بن محمد طاهر أفندي الغلامي في الموصل من أسرة الغلاميين دخل الابتدائية والاعدادية ثم دار المعلمين العثمانية في الموصل قبيل الاحتلال البريطاني وكان أخوه الأكبر محمد رؤوف الغلامي من الناشطين في الحركة القومية وكان من المؤسسين لجمعيتي العلم والعهد في العهد العثماني. والتحق عبد المنعم بجمعية العلم عام 1917 وكان هدف الجمعية التخلص من حكومة الاتحاد والترقي واستقلال البلاد العربية وتوحيدها. وشارك في الندوة الغلامية مع الوطنين امثال علي جودت الايوبي ومولود مخلص، وأسس مع اخيه رؤوف جمعية الآداب ومنتدى الحمراء وكان لعبد المنعم دور بارز في تأسيس مكتبة الخضراء الوطنية عام 1919. وأسس مع أخويه مدرسة النجاح وكان اخوه محمد نذير الغلامي مديراً لها ودّرس عبد المنعم فيها والحقت المدرسة بالحكومة العراقية وزج أخواه في السجن وارسلته الحكومة إلى الشرقاط مدير المدرسة فيها. ثم ارسل إلى سامراء ليعود بعدها إلى الموصل معلماً وشارك في كتابة المقالات الصحفية وتعلم من الاعراب دراسة الانساب وحاول تدوينها واشترك في مسرحية فتح عمورية التي قدمها نادي الحمراء في الموصل من تأليف عبد المجيد البكري عام 1922. وله باع طويل في الصحافة الموصلية نشر في جريدة صدى الأحرار باسم (مؤرخ) وفي جريدة العراق البغدادية باسم (تغلبي) وفي جريدة نصير الحق الموصلية باسم (أبو وائل) واحيل على التقاعد عام 1956. وساهم في خطبه بفضح أعمال الإنكليز في دوائر الدولة وعندما انتقل إلى بغداد اقام مجلساً أدبياً في بيته، وكانت له عناية خاصة بالمخطوطات.

## مؤلفاته
المطبوعة:
- السوانح في الأحداث الوطنية 1922.
- خروج العرب من الأندلس 1940.
- مآثر العرب والإسلام في القرون الوسطى 1940.
- بقايا الفرق الباطنية في مدينة الموصل 1950.
- الضحايا الثلاثة 1955.
- اسرار الكفاح في الموصل (جـ1).
- جـغرافية جزيرة العرب 1965.
- الانساب والاسر (جـ1) 1965.
- ثورتنا في شمال العراق (جـ1) 1966.
- الملك الراشد عبد العزيز آل سعود 1953.[5]

المخطوطة:
- اسرار الكفاح في الموصل (بقية الاجزاء).
- معارف في عهد الاحتلال وما بعده.
- صور وأحاديث.
- الانساب والاسر (بقية الاجزاء).
- تغلب في التاريخ.
- الموصل أبان الحرب العالمية الأولى والاحتلال البريطاني.
- ثورتنا في شمال العراق (جـ2).

## وصلات خارجية
عبد المنعم الغلامي ودوره الوطني والثقافي - إبراهيم خليل العلاف - الحوار المتمدن - العدد: 2566 - 2009/2/23